# Matematiskt spel
Ett matematiskt spel är ett spel som är abstrakt (i den meningen att det inte handlar om något) och vars regler har anknytning till något område inom matematik eller logik eller till något särskilt matematiskt problem. Reglerna är oftast enkla och inte sällan fåtaliga. Ett matematiskt spel innehåller oftast inte något moment av slump. Man kan också räkna vissa pusselspel för en deltagare som matematiska spel.

## Exempel på matematiska spel
- Nim
- Abstrac
- Tornen i Hanoi
- Solitär
- Pentago